# 前额
在人體解剖學中，前額是指頭部前端、臉部上面的部分。前额的上方边界为发际线，其下界为眶上脊（在眼睛上方的骨頭），兩側的邊界則為顳骨（連接眶上脊、冠狀縫以及更後方的骨頭）。在解剖学上，前额包含两块颅骨与一部分头皮。

## 解剖學
前額由肌肉組織、皮膚...等所組成，位於頭顱的前上方，額骨則在肌肉組織之下，是一塊板狀的骨頭。
支配神經包含三叉神經與頸部神經叢，這些神經位於皮下脂肪組織之下。前額運動的神經則由顏面神經所管控。肌肉組織由額枕肌、降眉間肌、皺眉肌所組成。這些肌肉由顏面神經的顳神經之所支配。血管則包含左顳血管、右顳血管、眶上血管、顳動脈前支。
三叉神經的眼分支、眶上神經在額頭上眶緣分成兩部分。其中一個部份屬於較表層的部分，神經控制額枕肌的表層，傳遞前額皮膚、前方頭皮的的感覺。另外一部分深入額枕肌，以及傳遞額頂附近的感覺。

## 面相學
面相學與顱相學中，額頭的形狀象徵智力與智慧。其中塞繆爾·R·韋爾斯1942年的作品寫到：「動物中，即使當中最聰明的也不見得擁有前額，而自然界中的白癡則更少了。」
另外，偽亞里斯多德學說中，認為前額是由瑪爾斯（戰神）所掌控的。低且小的額頭表示氣度、勇氣和信心；肉質無皺的額頭表示喜好訴訟、虛榮、欺騙、愛爭論；尖銳的額頭表示虛弱與變化無常；有皺紋的額頭具有偉大的精神與機智，但運氣卻不太好；圓形的額頭則具有美德以及好的理解力；完整的大額頭則具備氣魄、敵意、高昂的意志；高額頭則有誠實、虛弱、單純與沒什麼好運的特質。

## 表情
前額的肌肉協助臉部產生表情，共包含4个基本动作，可以分別產生或是混合在一起產生。額枕肌可以將眉毛提高，不論是同時或其中一邊都可以，表現出驚訝或訝異的表情；皺眉肌可以將眉毛向內或向下拉，形成皺眉的表情；降眉間肌可以將中間部分的眉毛往下拉。

## 皺紋
前额肌肉皮肤的运动会产生皱纹。額枕肌產生整個額頭寬度的橫向皺紋；皺眉肌產生眉毛之間、鼻子上方的皺紋；降眉間肌則會讓鼻子產生皺紋。長期皺眉，在兩眉之間形成如針狀的皺痕，稱為懸針。

## 外部連結
- 维基共享资源上的相關多媒體資源：前額
- eMedicine Dictionary上的前額